# Blaartrekkende boterbloem
De blaartrekkende boterbloem (Ranunculus sceleratus) is een eenjarige plant uit de ranonkelfamilie (Ranunculaceae). Het is een algemeen voorkomende, middelgrote plant van vochtige tot zeer vochtige bodems. De plant heeft verschillende regionale namen, zoals op Walcheren kikkerbloempje. Andere namen zijn jeukbloem of kankerbloem.
De gele bloemen hebben zoals de meeste leden van de ranonkelfamilie vijf kroonbladen, welke bij deze soort geel van kleur zijn. De kroonbladen van de talrijke bloemen zijn maar net langer dan de wat teruggeslagen kelkbladen. De bloeitijd van de talrijke 0,5 cm grote bloemen loopt van mei tot september.
Terwijl alle boterbloemen giftig zijn door de aanwezigheid van de stof protoanemonine, geldt dit in het bijzonder voor de blaartrekkende boterbloem: deze staat bekend als de giftigste boterbloem en heeft een gehalte van 2,5% aan protoanemonine. Wanneer de bladeren gekreukt, beschadigd of vermalen worden, brengen ze op de menselijke huid lelijke zweren en blaren. De plant wordt in Duitsland dan ook Gift-Hahnenfuss genoemd.
De plant heeft een voorkeur voor stikstofrijke, vochtige grond.

## Toepassingen
De plant werd in de geneeskunde gebruikt door de wortel te verpulveren en samen met olie en brooddeeg tot een papje te vermengen. Dit wekte blaren op.
In de Middeleeuwen schijnt de bloem door bedelaars gebruikt te zijn om meelijwekkende zweren mee te maken.

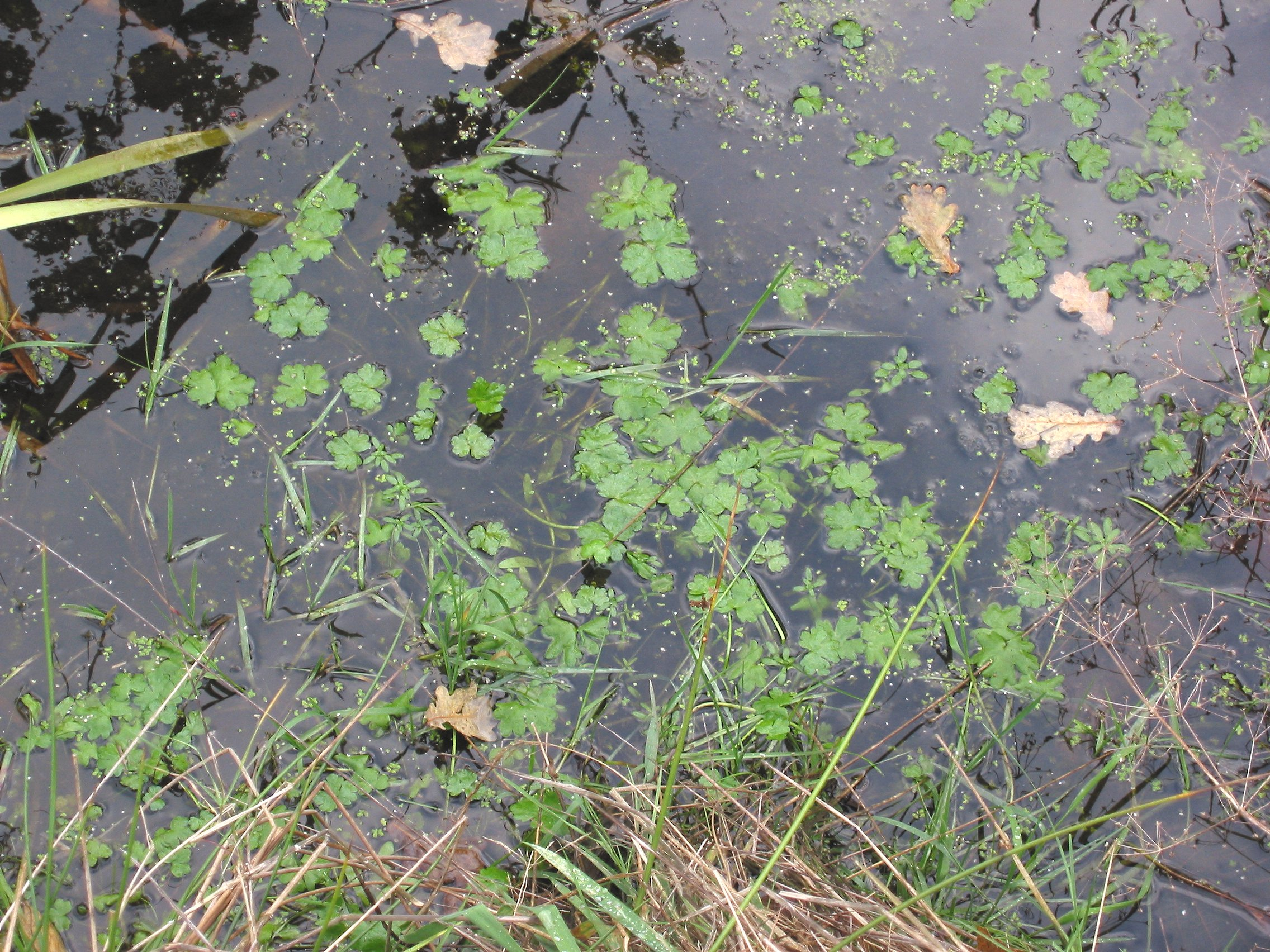
blaartrekkende boterbloem in het water
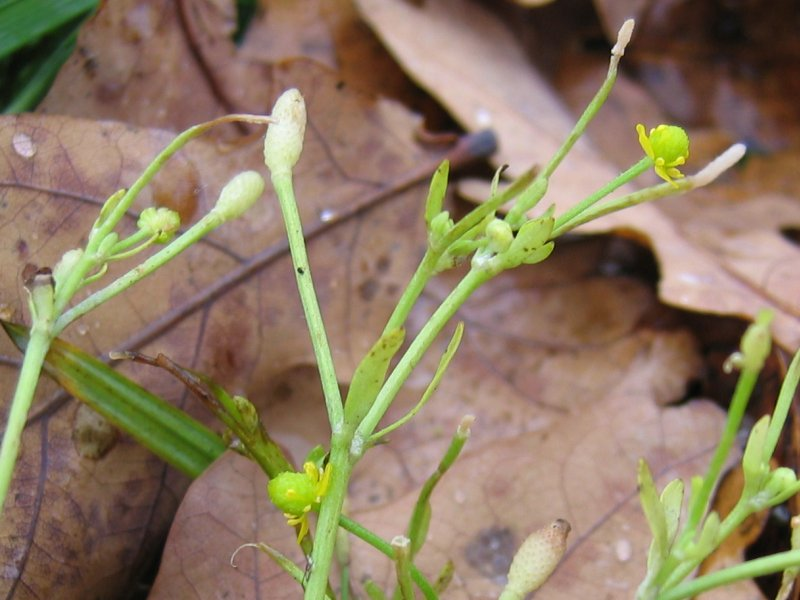
vruchten
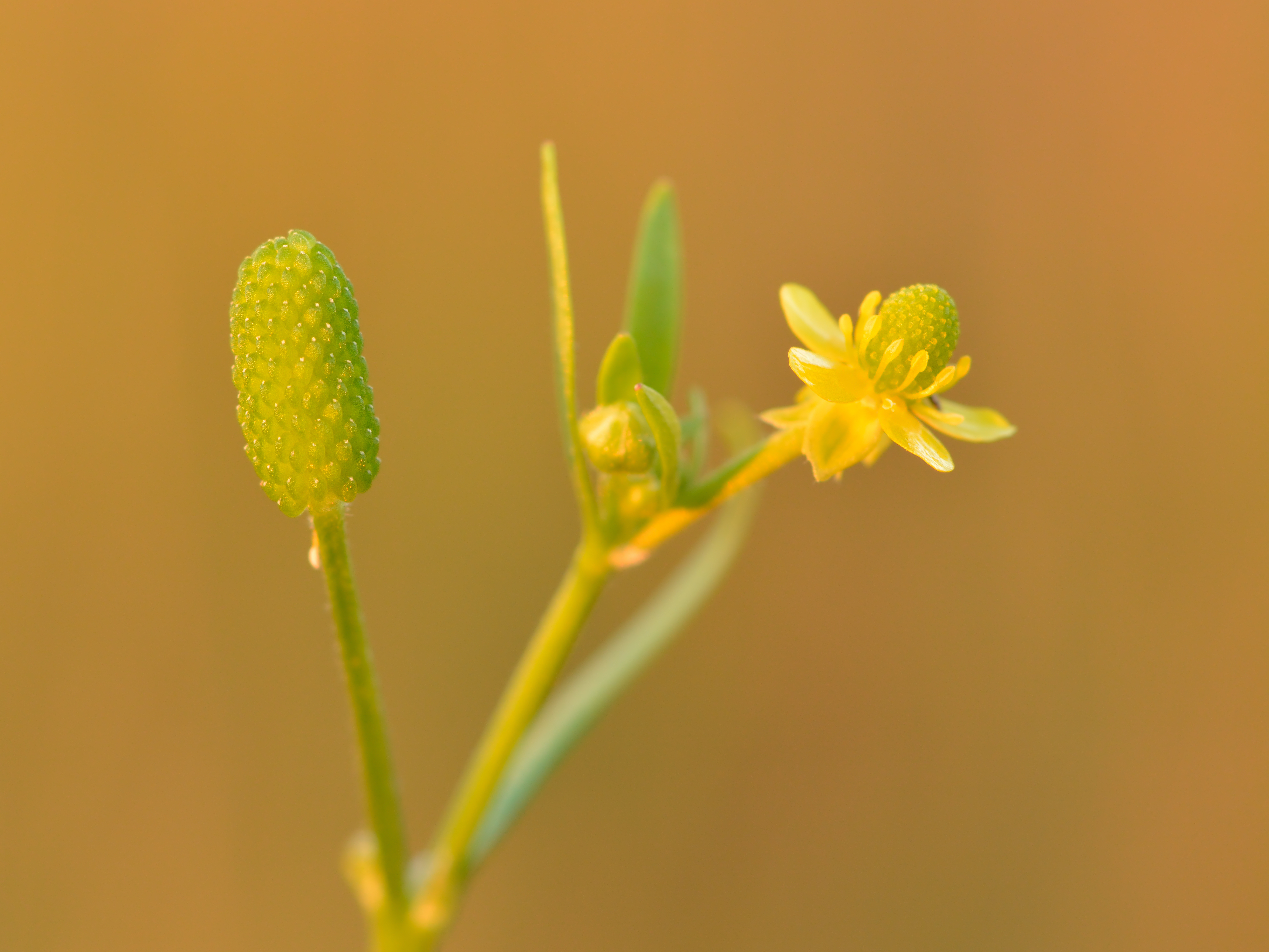
vruchten